# أوسكار ماريا جراف

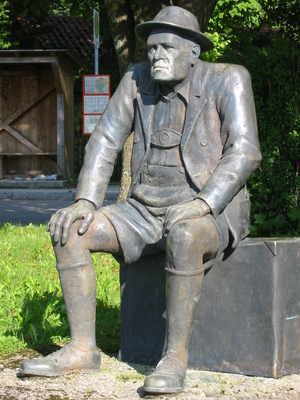
أوسكار ماريا جراف

أوسكار ماريا جراف Oskar Maria Graf (22 يوليو 1894 في بيرج – 28 يونيو 1967 في نيويورك) هو أديب ألماني.
في بداياته كان ينشر أعماله تحت اسمه الأصلي "أوسكار جراف"، ولكن في عام 1918 بدأ نشر مقالات للصحف تحت اسم مستعار هو "أوسكار جراف بيرج" Oskar Graf-Berg، وكما أراد فإنه كان يرى أن ينشر أعماله التي تستحق البقاء من وجهة نظره تحت اسم "أوسكار ماريا جراف".

## حياته
ولد أوسكار ماريا جراف في 22 يوليو 1894 وهو الابن التاسع للخباز "ماكس جراف" وابنة المزارع "تيريزه" (مولودة بلقب هايمرات)، في بيرج الواقعة على بحيرة شتارنبيرج Starnberger See. التحق بالمدرسة القروية في أوفكيرشن في عام 1900. وبعد موت الأب تعلم حرفته وهي الخبازة وعمل في المخبز الذي كان يديره أخوه ماكس.
في عام 1911 هرب بسبب سوء معاملة أخيه ماكس له، إلى ميونخ أملا في نشر أعماله الشعرية. خالط أوساط البوهيميين وكان يكسب قوت يومه من مهن مؤقتة، فعمل مساعدا في البوسطة وحمالا في فندق. وفي عامي 1912 و1913 عاش حياة التشرد في تيسن وأوبرإيطاليا، برفقة الرسام جيورج شريمبف Georg Schrimpf الذي ربطته به صداقة حميمة طيلة حياته.
في الأول من ديسمبر 1914 تم تجنيده في الجيش. وبعد عام نشرت له مجلة «الشارع الحر» Die Freie Straße لأول مرة إحدى قصصه. عوقب جراف في عام 1916 بسبب عصيانه للأوامر العسكرية. بعد إضراب عن الطعام لمدة تسعة أيام أحيل إلى مستشفى الامراض العقلية، وطرد من الخدمة العسكرية.
تزوج في 26 مايو 1917 من "كارولينه بريتلنج"، وأنجبا في العام الذي يليه في 13 يونيو 1918 ابنتهما Annemarie. لكن الزوجين انفصلا في العام نفسه. وصف جراف زواجه الأول بأنه سيءٌ من البداية، أما الابنة فقد عاشت مع والدتها.
في بداية العام نفسه تم اعتقال جراف بسبب مشاركته في إضراب عمال الذخيرة Munitionsarbeiterstreik. وتم اعتقاله مجددا في عام 1919 بسبب اشتراكه في الحركات الثورية في ميونخ. وفي 1919 التقى باليهودية ميريام زاكس التي ظلت بجانبه طويلا. وفي عام 1920 عمل جراف دراماتورج في المسرح العمالي «المسرح الجديد» Die neue Bühne، حتى عام 1927 حين نشر سيرته الذاتية Wir sind Gefangene (نحن سجناء) وحقق بها نجاحه الأدبي الأولى، أمن له هذا النجاح أن يتفرغ للكتابة الحرة.
في 17 فبراير 1933 قام برحلة إلى فيينا لإلقاء بعض أعماله، وكانت هذه البداية لمنفاه الاختياري freiwillige Exil. ولم يحرق النازيون كتبه ضمن الكتب التي حرقوها. نشر جراف في 12 مايو 1933 في صحيفة العمال Arbeiter-Zeitung في فيينا ندائه:
«أحرقوني! فبعد حياتي كلها وبعد كتاباتي كلها أمتلك الحق في أرغب في أن يكون صوت كتبي أعلى من صوت اللهيب الصافي لكوم الحطب، وألا تصير إلى الأيدي الملوثة بالدماء وإلى العاهرات المنحطات من فرقة الموت البنية. أحرقوا أعمال الفكر الألماني فهو نفسه يستحيل محوه كما هو عاركم».
في العام التالي 1934 تم حرق كتبه في الساحة الداخلية لجامعة ميونخ، ومنعت أعماله في ألمانيا وجرد من الجنسية الألمانية في 24 مارس. هاجر في فبراير إلى برون في تشيكوسلوفاكيا. ثم رحل إلى براج حيث شارك مع أنا زيجرس وفيلاند هيرتسفيلده في تحرير المنشور الشهري «أوراق ألمانية جديدة» Neue Deutsche Blätter التي يصدرها جريته فايسكوبف. ومن هناك شارك في المؤتمر الاتحادي الأول للكتاب السوفييت في عام 1934 في موسكو.
هرب في عام 1938 عبر هولندا إلى الولايات المتحدة الأمريكية حيث استقر في نيويورك في يوليو. وأصبح في أكتوبر من العام نفسه رئيسا لجمعية الكتاب الألمان الأمريكان. وفي عام 1942 أسس مع فيلاند هيرتسفيلده وكتاب ألمان مهاجرون آخرون دار نشر أوْرورا Aurora-Verlag في نيويورك، والتي كانت خلفا لدار نشر ماليك Malik-Verlag.
كان جراف شديد الحنين إلى وطنه بافاريا، حتى أنه كان يتنزه في شوارع نيويورك مرتديا البنطال الجلدي Lederhosen الذي يرتدى في بافاريا. حصل جراف على الجنسية الأمريكية في ديمسبر 1957. وكان يكره العنف والحرب كرها شديدا وكان ميالا إلى التسامح والسلام مع الآخر. عاد لأول مرة بعد انتهاء الحرب إلى أوروبا في عام 1957. توفيت زوجته ميريام في 11 نوفمبر 1959. منحته إحدى الجامعات في ديترويت في عام 1960 الدكتوراه الفخرية اعترافا بموقفه الفكري المنحاز للسلام. تلا ذلك قيامه برحلته الثانية إلى أوروبا.
في عام 1962 تزوج بزوجته الثالثة جيزيلا براونر. وفي عام 1964 قام برحلته الثالثة إلى أوروبا وألقى مجموعة من المحاضرات في برلين الشرقية والغربية. أما رحلته الأخيرة إلى أوروبا فقام بها في في عام 1965 إلى ألأمانيا والنمسا وسويسرا.
مات جراف في نيويورك في يونيو 1967. ونقل رفاته بعد عام على موته إلى ميونخ ودفن في مقبرة بوجنهاوزن القديمة alten Bogenhausener Friedhof.

## من أعماله
- الثوار (قصائد 1918)
- لذكرى الصداقة 1922
- مفسر الأحلام (قصص 1924)
- أناس رائعون 1927
- نحن سجناء (سيرة ذاتية 1927)
- الضوء والظل 1927
- قصة بلا نهاية 1930
- واحد ضد الجميع (رواية 1932)
- التجارة الصعبة 1935
- ضحكات من الخارج 1966

## روابط خارجية
- أوسكار ماريا جراف على موقع IMDb (الإنجليزية)
- أوسكار ماريا جراف على موقع الموسوعة البريطانية (الإنجليزية)
- أوسكار ماريا جراف على موقع مونزينجر (الألمانية)
- أوسكار ماريا جراف على موقع ألو سيني (الفرنسية)
- أوسكار ماريا جراف على موقع ميوزك برينز (الإنجليزية)
- أوسكار ماريا جراف على موقع قاعدة بيانات الأفلام السويدية (السويدية)
- أوسكار ماريا جراف على موقع إن إن دي بي (الإنجليزية)
- أوسكار ماريا جراف على موقع ديسكوغز (الإنجليزية)
- أوسكار ماريا جراف على موقع كينوبويسك (الروسية)